# Peludo paraliotus
Peludo paraliotus är en kräftdjursart som beskrevs av Wilson och Keable2002. Peludo paraliotus ingår i släktet Peludo och familjen Amphisopidae. Inga underarter finns listade i Catalogue of Life.